# Mars Polar Lander
Mars Polar Lander (tidigare känd som Mars Surveyor 98 Lander) var tillsammans med Mars Climate Orbiter en av farkosterna i Mars Surveyor 98-programmet. Mars Polar Lander innehöll också Deep Space 2, som skulle tränga ner i ytan på Mars. De två sonderna skulle undersöka Mars väder, klimat och vatten- och koldioxidinnehåll för att kunna undersöka om det finns långtids och periodiska klimatförändringar. Kontakten med farkosten förlorades strax före inträdet i Mars atmosfär.